# محوطه قلعه پائین
محوطه باستانی قلعه پائین مربوط به دوران‌های تاریخی پس از اسلام است و در شهرستان گرمسار، ۳۰۰ متری غرب جاده ایوانکی، ۵۰۰ متری ضلع جنوب شرقی کاروانسرای شاه عباسی واقع شده و این اثر در تاریخ ۲۶ اسفند ۱۳۸۷ با شمارهٔ ثبت ۲۶۰۵۵ به‌عنوان یکی از آثار ملی ایران به ثبت رسیده است.